# Weltweite Promillegrenzen im Straßenverkehr
Dies ist eine Liste der Promillegrenzen im Straßenverkehr weltweit.
Die gesetzlichen Regelungen für das Fahren unter Einfluss psychoaktiver Substanzen unterscheiden sich je nach Land. Einer dieser Unterschiede ist der Grenzwert von Alkohol im Blut (auch als Promillegrenze bezeichnet), ab dem das Fahren unter Alkoholeinfluss eine Straftat darstellt.

## Afrika

### Nordafrika
- Ägypten: 0,5 ‰[1]
- Algerien: 0,2 ‰[2]
- Libyen: Es gibt keine gesetzliche Beschränkung.[2]
- Marokko: 0,2 ‰[2]
- Sudan: Es besteht ein generelles Alkoholverbot.[2]
- Tunesien: 0,5 ‰[2]

### Ostafrika
- Äthiopien: 0,8 ‰[3]
- Burundi: Es gibt keine gesetzliche Beschränkung.[2]
- Dschibuti: 0,0 ‰[2]
- Eritrea: 0,3 ‰ für Berufsfahrer, 0,5 ‰ für alle anderen[2]
- Kenia: 0,8 ‰[2]
- Madagaskar: 0,4 ‰[2]
- Malawi: 0,8 ‰[2]
- Mauritius: 0,5 ‰[2]
- Mosambik: 0,6 ‰, Für Berufskraftfahrer:0,0 ‰[2]
- Ruanda: 0,8 ‰[2]
- Sambia: 0,8 ‰[2]
- Seychellen: 0,8 ‰[2]
- Simbabwe: 0,8 ‰[2]
- Somalia: Es besteht ein generelles Alkoholverbot.[2]
- Südsudan: keine Beschränkung[2]
- Tansania: 0,0 ‰ für Berufsfahrer, 0,8 ‰[2]
- Uganda: 0,8 ‰[2]

### Südliches Afrika
- Angola: 0,6 ‰[4]
- Botswana: 0,5 ‰[2]
- Eswatini: 0,4 ‰[2]
- Komoren: 0,0 ‰[2]
- Lesotho: 0,8 ‰[2]
- Namibia: 0,37 ‰[5]
- São Tomé und Príncipe: keine Beschränkung[2]
- Südafrika: 0,5 ‰ und 0,2 ‰ für Berufsfahrer (LKW über 3,5 Tonnen und Fahrzeuge, die Passagiere befördern) National Road Traffic Act, 1996 (Memento vom 23. Februar 2007 im Internet Archive)

### Westafrika
- Benin: 0,5 ‰[2]
- Burkina Faso: 0,5 ‰[2]
- Cote d'Ivoire: 0,8 ‰[2]
- Gambia: Es gibt keine gesetzliche Beschränkung.[2]
- Ghana:0,8 ‰[2]
- Guinea: 0,8 ‰[2]
- Guinea-Bissau: Es gibt keine gesetzliche Beschränkung.[2]
- Kap Verde: 0,8 ‰[2]
- Liberia: keine Beschränkung[2]
- Mali: 0,3 ‰[2]
- Mauretanien: Es besteht ein generelles Alkoholverbot.[2]
- Niger: keine Beschränkung[2]
- Nigeria: 0,5 ‰[6]
- Senegal: keine Beschränkung[2]
- Sierra Leone: keine Beschränkung[2]
- Togo: Es gibt keine gesetzliche Beschränkung.[2]

### Zentralafrika
- Äquatorialguinea: 0,5 ‰[2]
- Demokratische Republik Kongo: 0,1 ‰[2]
- Gabun: 0,8 ‰[2]
- Kamerun: 0,8 ‰[2]
- Republik Kongo: 0,8 ‰[2]
- São Tomé und Príncipe: Es gibt keinen gesetzlichen Grenzwert.[2]
- Tschad: 0,8 ‰[2]
- Zentralafrikanische Republik: 0,8 ‰[2]

## Europa

### Nordeuropa
- Dänemark: 0,5 ‰, Gefängnisstrafe bei einem Wert über 2 ‰, Null-Promillegrenze, wenn jemand nicht sicher fährt.[7]
- Finnland: 0,5 ‰,[8] 1,2 ‰, (verschärft). Geldstrafe oder eine Freiheitsstrafe von bis zu 6 Monaten, dazu kommt noch ein Entzug der Fahrerlaubnis zwischen einem Monat bis zu 5 Jahren. Es ist auch eine Gefängnisstrafe zwischen zwei Monaten und zwei Jahren möglich,[9] die in der Regel als Bewährungsstrafe verhängt wird.
- Island: 0,2 ‰[8][10]
- Norwegen: 0,2 ‰.[8] Wurde die Fahrerlaubnis entzogen, ist es möglich nach fünf Jahren eine neue zu beantragen.[11]
- Schweden: 0,2 ‰[12]

### Mitteleuropa
- Deutschland: Für Fahranfänger (in der Probezeit oder jünger als 21) gilt, dass man die Fahrt nicht unter der Wirkung eines alkoholischen Getränks antreten darf. Das Kammergericht Berlin ging hierbei davon aus, dass dies erst ab einer Blutalkoholkonzentration von 0,2 ‰ oder einer Atemalkoholkonzentration von 0,1 mg/l angenommen werden kann.[13] Sonst gilt der Wert von 0,5 ‰ für Ordnungswidrigkeiten, ab 1,1 ‰ ist es eine Straftat. Radfahrer haben eine Grenze von bis zu 1,6 ‰, wenn diese nicht in Verbindung mit andern Verkehrsverstößen oder Unfällen gebracht werden.[14] Ab 1,6 ‰, muss bei Neuerteilung der Fahrerlaubnis eine Medizinisch-Psychologische Untersuchung (MPU) bestanden werden.
- Österreich: 0,5 ‰.[2] 0,1 ‰ für Fahrer, die erst seit weniger als drei Jahren den Führerschein haben und Fahrer eines Fahrzeugs über 7,5 Tonnen.
- Schweiz: 0,5 ‰, 0,1 ‰ für Berufskraftfahrer und Fahranfänger[15]
- Liechtenstein: 0,8 ‰
- Polen: 0,2 ‰ (bis zu drei Jahre Fahrverbot), 0,5 ‰ (Geldstrafe durch Gericht festgesetzt, Fahrverbot für bis zu 15 Jahren, Haftstrafe bis zu 5 Jahren).[8] Grenzwerte und Strafen für das Fahrradfahren sind seit Dezember 2013 dieselben wie bei motorisierten Fahrzeugen. Fast die Hälfte der Menschen, die wegen Trunkenheit am Steuer im Gefängnis sitzen, fuhren Fahrrad.[16]
- Slowakei: 0,0 ‰[8]
- Slowenien: 0,5 ‰. Für Berufskraftfahrer und Fahranfänger (weniger als 2 Jahre Fahrerfahrung) gilt eine Null-Promillegrenze.[15]
- Tschechien: 0,0 ‰[8]
- Ungarn: Es gilt eine Null-Promillegrenze.[2]

### Osteuropa
- Belarus: Es gilt eine Null-Promillegrenze.[15]
- Estland: 0,19 ‰[17]
- Lettland: 0,2 ‰ für Fahrer mit weniger als zwei Jahren Fahrerfahrung und 0,5 ‰ für die Fahrer mit mehr als zwei Jahren Erfahrung.
- Litauen: Null-Promillegrenze für Berufsfahrer und Motorradfahrer. 0,2 ‰ für Fahrer mit weniger als zwei Jahren Fahrerfahrung und 0,4 ‰ für die Fahrer mit mehr als zwei Jahren Erfahrung.[8]
- Russland: 0,356 ‰.[18][19]
- Ukraine: Es gilt eine Null-Promillegrenze.[15]

### Westeuropa
- Belgien: 0,5 ‰[8]
- Frankreich: 0,5 ‰, für Fahranfänger (weniger als drei Jahre Fahrerfahrung) und Busfahrer gilt der Grenzwert von 0,2 ‰. Bei Verstoß droht eine 135 € hohe Strafe und sechs Punkte, die den Führerschein belasten. Dieser kann bis zu drei Jahren einbehalten werden.,[8] 0,8 ‰ (verschärft, strafbare Handlung, Entzug der Fahrerlaubnis für drei Jahre, 4.500 € Strafe und bis zu zwei Jahre Haft.)
- Irland: 0,5 ‰ oder 0,2 ‰ für Fahrschüler und Fahranfänger (unter zwei Jahren Fahrerfahrung), Berufsfahrer und die, die ihren Führerschein nicht vorlegen können, wenn sie von der Garda (Polizei) angehalten werden.[20] Kann der Nachweis erbracht werden, dass betrunken gefahren ist, kommen in der Regel ein zweijähriges Fahrverbot und eine 1.500 € hohe Geldstrafe dazu.[21]
- Luxemburg: 0,5 ‰. Für Fahranfänger (weniger als zwei Jahren Fahrerfahrung) gilt der Grenzwert von 0,2 ‰.[22]
- Niederlande: 0,5 ‰,[8] 0,2 ‰ für Fahrer mit weniger als fünf Jahren Fahrerfahrung (oder weniger als sieben Jahren, wenn der Fahrer den Führerschein vor seinem 18. Lebensjahr erlangen hat).
- Monaco: 0,2 ‰[2]
- Vereinigtes Königreich 0,8 ‰
  - Schottland: Ausnahme 0,5 ‰[23]

### Südeuropa
- Andorra: 0,5 ‰[2]
- Gibraltar: 0,5 ‰[24]
- Italien: 0,5 ‰. Es gilt eine Null-Promillegrenze für Fahranfänger (weniger als drei Jahre Fahrerfahrung) und Berufsfahrer. Die Fahrerlaubnis wird bei Berufsfahrern, dem zweiten Verstoß innerhalb von zwei Jahren oder im Fall eines Unfalls entzogen.[25]
- Malta: 0,8 ‰[8]
- Portugal: 0,5 ‰. Für Berufskraftfahrer und Fahranfänger (die ersten drei Jahre) gilt ein Wert von 0,2 ‰.[8]
- San Marino: 0,5 ‰[2]
- Spanien: 0,5 ‰. Für Berufskraftfahrer und Fahranfänger (weniger als 2 Jahre Fahrerfahrung) gilt eine Null-Promillegrenze.[15]

### Südosteuropa
- Albanien: 0,1 ‰[8]
- Bosnien und Herzegowina: 0,3 ‰ für alle Fahrer. Ausnahmen gibt es bei Fahrern der Kategorie C, CE, D und DE, bei Fahrern des öffentlichen Personennahverkehrs, und Fahrlehrern. Für diese gilt eine Null-Promillegrenze. Ebenso für Fahrer, die unter 21 Jahren alt sind oder weniger als drei Jahre Fahrerfahrung haben.[26]
- Bulgarien: 0,5 ‰[2]
- Griechenland: 0,5 ‰ (BAK 0,25 mg/l),[8] heruntergesetzt auf 0,2 ‰ (BAK 0,10 mg/l) für Fahranfänger (unter zwei Jahre Fahrerfahrung), Motorradfahrer und Berufsfahrer. Ein Wert der über 1,1 ‰ (BAK 0,60 mg/l) liegt, gilt als schweres Vergehen und wird mit bis zu zwei Jahren Haft und einer hohen Geldstrafe, sowie der Entziehung der Fahrerlaubnis für sechs Monate bestraft.
- Kosovo: 0,5 ‰
- Kroatien: 0,5 ‰. Null-Promillegrenze für Fahrer im Alter von 16 bis 24 und Berufsfahrer.[27][28]
- Montenegro: 0,3 ‰[2]
- Moldau: 0,3 ‰[8]
- Nordmazedonien: Null-Promillegrenze für Berufsfahrer und Fahranfänger, 0,5 ‰ für alle anderen.[29]
- Rumänien: 0,0 ‰[30]
- Serbien: 0,3 ‰. Für Berufskraftfahrer, Busfahrer, Fahranfänger und Motorradfahrer gilt eine Null-Promillegrenze.[31]

## Amerika

### Nordamerika
- Kanada: 0,8 ‰. In einigen Provinzen gilt ein Grenzwert von 0,5 ‰. Für Fahranfänger und Fahrer zwischen 16 und 21 Jahren gilt eine Null-Promillegrenze.[15]
- Mexiko: 0,8 ‰[32]
- USA: Je nach Bundesstaat liegt der Grenzwert zwischen 0,8 ‰ und 0,5 ‰.[33]

### Karibik
- Antigua und Barbuda: Keine gesetzliche Einschränkung[2]
- Barbados: Keine gesetzliche Einschränkung[2]
- Bahamas:0,6 ‰[34]
- Dominica: 0,8 ‰[2]
- Dominikanische Republik: 0,5 ‰[35]
- Grenada: 0,0 ‰[2]
- Haiti: Es gibt keinen gesetzlichen Grenzwert.[2]
- Jamaika: Der Grenzwert beträgt eine BAK von 80 mg/100 ml.[36]
- Kuba: Es gilt eine Null-Promillegrenze. Darüber hinaus ist auch der Konsum von Alkohol in einem Fahrzeug verboten.[37]
- Saint Kitts and Nevis: 0,8 ‰[2]
- St. Lucia: 0,8 ‰[2]
- St. Vincent und die Grenadinen: Es gibt keinen gesetzlichen Grenzwert.[38]
- Trinidad und Tobago: 0,8 ‰[39]

### Zentralamerika
- Belize: 0,8 ‰[2]
- Costa Rica: 0,5 ‰. Für Fahrer, die weniger als drei Jahre Fahrpraxis haben, gilt ein Grenzwert von 0,2 ‰.[40]
- El Salvador: 0,5 ‰[2]
- Guatemala: 0,8 ‰[2]
- Honduras: 0,7 ‰[2]
- Nicaragua: 0,5 ‰.[2] Für Berufskraftfahrer gilt 0,2 ‰.[2]
- Panama: 0,5 ‰[2]

### Südamerika
- Argentinien: 0,2 ‰ für Motorradfahrer und 0,5 ‰ für alle anderen.[41]
- Bolivien: Es gilt eine Null-Promillegrenze.[42]
- Brasilien: Es gilt eine Null-Promillegrenze.[43]
- Chile: 0,3 ‰[44]
- Ecuador: 0,1 ‰ für Berufskraftfahrer und 0,3 ‰ für alle anderen.[2]
- Guyana: 0,8 ‰[2]
- Kolumbien: Es gilt eine Null-Promillegrenze.[45]
- Paraguay: Es gilt eine Null-Promillegrenze.[2]
- Peru: 0,5 ‰.[46] Für Berufskraftfahrer gilt 0,3 ‰.[2]
- Suriname: 0,5 ‰[2]
- Uruguay: Es gilt eine Null-Promillegrenze.[47]
- Venezuela: 0,8 ‰[2]

## Asien

### Ostasien
- Volksrepublik China: 0,2 ‰
  - Hongkong: 0,5 ‰[48]
- Republik China (Taiwan): 0,15 ‰[49]
- Japan: 0,3 ‰[50]
- Mongolei: 0,5 ‰[2]
- Südkorea: 0,5 ‰[51]

### Südasien
- Afghanistan: Es besteht ein generelles Alkoholverbot.[52]
- Bangladesh: Es gilt eine Null-Promillegrenze.[2]
- Bhutan: 0,8 ‰[2]
- Indien: Die Promillegrenze ist vom Bundesstaat abhängig, zum Beispiel 0,3 in Delhi und 0,8 in West-Bengalen.[53]
- Malediven:Es besteht ein generelles Alkoholverbot.[2]
- Nepal: Es gilt eine Null-Promillegrenze.
- Pakistan: Es besteht ein generelles Alkoholverbot.[54]
- Sri Lanka: 0,8 ‰[55]

### Südostasien
- Brunei: Es besteht ein generelles Alkoholverbot.
- Indonesien: Keine gesetzliche Einschränkung, aber im Falle eines Unfalls unter Alkoholeinfluss muss mit einer Haftstrafe gerechnet werden.[56]
- Kambodscha: 0,1 ‰[2]
- Laos: 0,5 ‰[57]
- Myanmar: 0,8 ‰[2]
- Malaysia: 0,8 ‰[58]
- Philippinen: 0,5 ‰[2]
- Osttimor: 0,5 ‰[2]
- Singapur: 0,8 ‰[59]
- Thailand: 0,5 ‰[60]
- Vietnam: Es gilt eine Null-Promillegrenze.[61]

### Vorderasien
- Armenien: Es gilt eine Null-Promillegrenze.[62]
- Aserbaidschan: Es gilt eine Null-Promillegrenze.[63]
- Bahrain: Es gilt eine Null-Promillegrenze.[64]
- Georgien: 0,2 ‰[2]
- Irak: 0,4 ‰[2]
- Iran: Es gilt eine Null-Promillegrenze.[65]
- Israel: 0,5 ‰[66]
- Jemen: 0,0 ‰[2]
- Jordanien: 0,8 ‰[67]
- Katar: Es besteht ein generelles Alkoholverbot.[68]
- Kuwait: Es besteht ein generelles Alkoholverbot.[69]
- Libanon: Es gibt keinen festgelegten Grenzwert, aber bei einem Unfall unter Alkoholeinfluss wird der Führerschein sofort entzogen.[70]
- Oman: 0,8 ‰[2]
- Saudi-Arabien: Es besteht ein generelles Alkoholverbot.[71]
- Syrien: Es besteht ein generelles Alkoholverbot.[72]
- Türkei: 0,5 ‰ für Fahrer eines Pkws ohne Anhänger, für alle anderen gilt eine Null-Promillegrenze.[73]
- Vereinigte Arabische Emirate: Es besteht ein generelles Alkoholverbot.[74]
- Zypern: 0,5 ‰, für Fahranfänger, Berufskraftfahrer: 0,02 ‰[2]

### Zentralasien
- Kasachstan: Es gilt eine Null-Promillegrenze.[2]
- Kirgisistan: 0,5 ‰[2]
- Turkmenistan: 0,3 ‰[2]
- Tadschikistan: 0,3 ‰[2]
- Usbekistan: Es gilt eine Null-Promillegrenze.[2]

## Australien und Ozeanien
- Australien: 0,5 ‰. Für Fahranfänger gilt eine Null-Promillegrenze, für Berufskraftfahrer außer in ACT und New South Wales gilt ein Grenzwert von 0,2 ‰.[75]
- Fidschi: 0,8 ‰. Für Fahranfänger, für Berufskraftfahrer gilt eine Null-Promillegrenze.[2]
- Kiribati: 0,8 ‰[2]
- Marshallinseln: Es gibt keinen festgelegten Grenzwert.[2]
- Föderierte Staaten von Mikronesien: Es gibt keinen festgelegten Grenzwert.[2]
- Nauru: Es gibt keinen festgelegten Grenzwert.[2]
- Neuseeland: 0,5 ‰.[76] Für Fahranfänger gilt eine 0,0 ‰-Grenze[2]
- Palau: 0,1 ‰[2]
- Papua New Guinea: Es gibt keinen festgelegten Grenzwert.[2]
- Samoa: 0,4 ‰[2]
- Salomonen: Es gibt keinen festgelegten Grenzwert.[2]
- Tonga: 0,3 ‰[2]
- Tuvalu: Es gibt keinen festgelegten Grenzwert.[2]
- Vanuatu: Es gibt keinen festgelegten Grenzwert.[2]